# Mughni
Mughni (armeniska: Մուղնի) är en ort i Armenien. Den ligger i provinsen Aragatsotn, i den centrala delen av landet, 19 kilometer nordväst om huvudstaden Jerevan. Mughni ligger 1 267 meter över havet och antalet invånare är 839.
Terrängen runt Mughni är varierad. Runt Mughni är det mycket tätbefolkat, med 3 895 invånare per kvadratkilometer.. Närmaste större samhälle är huvudstaden Jerevan, 19,0 kilometer sydost om Mughni. 
Trakten runt Mughni består i huvudsak av gräsmarker.